# Tebworth
Tebworth, est un hameau anglais du Central Bedfordshire.

## Résidents notables
- Colin Edwynn, acteur qui a joué dans Coronation Street et Heartbeat, vit et travaille actuellement[Quand ?] dans le pub The Queens Head
- Jack Wild, acteur qui a joué dans H.R. Pufnstuf et Oliver, vivait à Tebworth avant sa mort en 2006.